# New York Stadium
El New York Stadium (conocido como The AESSEAL New York Stadium por razones de patrocinio), es un recinto deportivo de uso múltiple situado en Rotherham en Yorkshire del Sur, Inglaterra. Se inauguró en julio de 2012, y ha sido el terreno de juego del Rotherham United.

## Historia

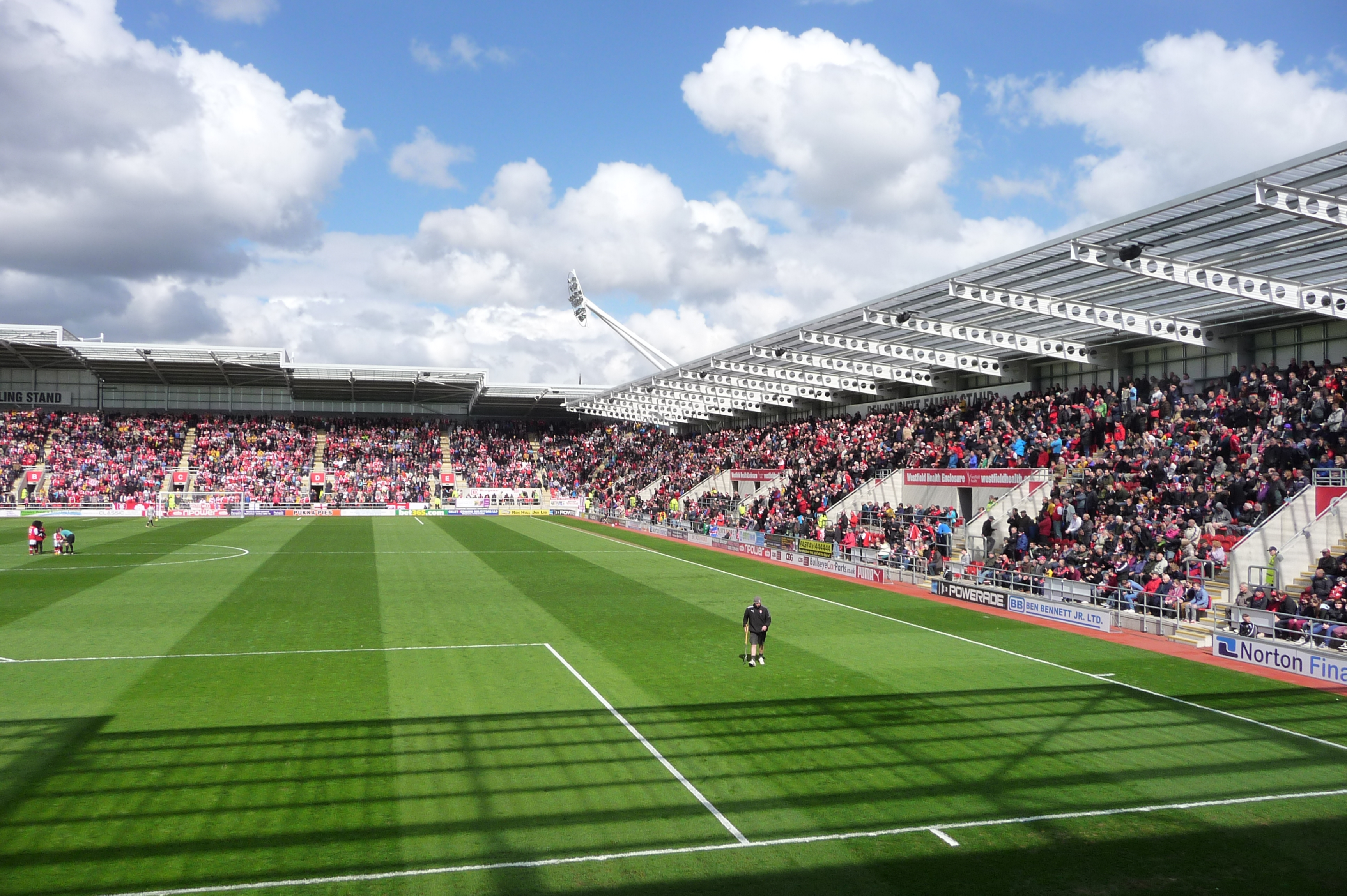
Vista interna previo a un encuentro en el New York Stadium

El Rotherham United anunció su intención de construir un nuevo estadio comunitario cuando se mudaron del Millmoor al Don Valley Stadium en mayo de 2008 después de una disputa con el propietario del terreno, Ken Booth. En enero de 2010, el club compró el antiguo sitio del Guest and Chrimes Foundry para ser utilizado en el nuevo estadio. El permiso de planificación general para el estadio se otorgó en noviembre de 2010, y las primeras imágenes se esbozaron poco después.
El nombre del estadio se anunció como el  'New York Stadium'  el 19 de diciembre de 2011, elegido sobre el  'The Foundry'  y  'The Waterfront Stadium' . La razón del nombre es que el área del terreno sobre la que se encuentra el estadio se llama  'New York'  y se pensó que sería mejor nombrar el estadio por historia y/o donde se encuentra el estadio, como los estadios cercanos el Bramall Lane y el Hillsborough. También Guest and Chrimes solían hacer hidrantes de incendio para la ciudad de New York. El presidente Tony Stewart espera que el nombre pueda traer inversiones a la ciudad de New York y a sus alrededores, ya que el presidente de los New York Yankees había dicho recientemente que quería invertir en un equipo de fútbol inglés.
La construcción comenzó en junio de 2011 y el estadio fue inaugurado oficialmente por el Príncipe Eduardo, Duque de Kent el 12 de marzo de 2012. El primer encuentro jugado en el estadio fue un partido de pretemporada entre el Rotherham United y Barnsley, celebrado el 21 de julio de 2012. The Millers ganó 2-1; el primer gol en el estadio fue anotado por Jacob Mellis de Barnsley, y David Noble anotó el primer gol de Rotherham en su nuevo hogar. El New York Stadium hizo su debut en la liga el 18 de agosto de 2012, en el que Rotherham venció a Burton Albion por 3-0, donde Daniel Nardiello anotó el primer gol competitivo en el campo.
El 16 de abril de 2014, el estadio celebró por primera vez un juego de la Selección de Inglaterra Sub-18. El partido resultante terminó con Inglaterra derrotando a Alemania por 2-1. Más de 9000 fanáticos asistieron al juego.
El 8 de abril de 2016, la selección femenina de fútbol de Inglaterra jugó un partido de clasificación para la UEFA Women's Euro 2017 frente a Bélgica en el estadio frente a 10 550 espectadores.

## Estadio
El estadio tiene una capacidad para 12 000 personas sentadas, con la opción de poder aumentar la capacidad del estadio si es necesario. Su construcción costó aproximadamente £ 17 millones. El estadio incluye The 1925 Club, una suite de hospitalidad corporativa. Negocios locales como Norton Finance y Premier Hytemp fueron algunos de los primeros miembros.
Al comienzo de la temporada 2014-15, se instaló una gran pantalla de video en la esquina noroeste del estadio.

### Grada Norte
La Grada Norte o (North Stand en inglés), conocida como la KCM Recycling Stand por razones de patrocinio, a menudo denominado New Tivoli, es la grada más pequeña del estadio. El KCM Recycling Stand acoge a 2000 aficionados locales, y tiene las iniciales del club, RUFC, en blanco. El la gradería se encuentra detrás de uno de los arcos.

### Grada Este
La Grada Este o (East Stand en inglés) conocida como la Eric Twigg Pukka Pies Stand por razones del patrocinio, es la principal atracción del estadio. Cuenta con el Executive 1925 Lounge, y es la grada por el que los jugadores entran cuando ingresan al campo de juego. Acoge a 4000 aficionados locales.

### Grada Oeste
La Grada Oeste o (West Stand en inglés) conocida como Ben Bennett Stand por razones del patrocinio, es la grada familiar del estadio. Tiene capacidad para 4000 aficionados locales, así como dos estructuras integradas tipo balcón para personas discapacitadas.

### Grada Sur
La Grada Sur o (South Stand en inglés) conocida como Mears Stand por razones del patrocinio, esta grada tiene 2000 asientos para la afición visitante. Se encuentra detrás de un arco, con la grada familiar a la derecha, la parcela principal a la izquierda y el kop directamente en frente.

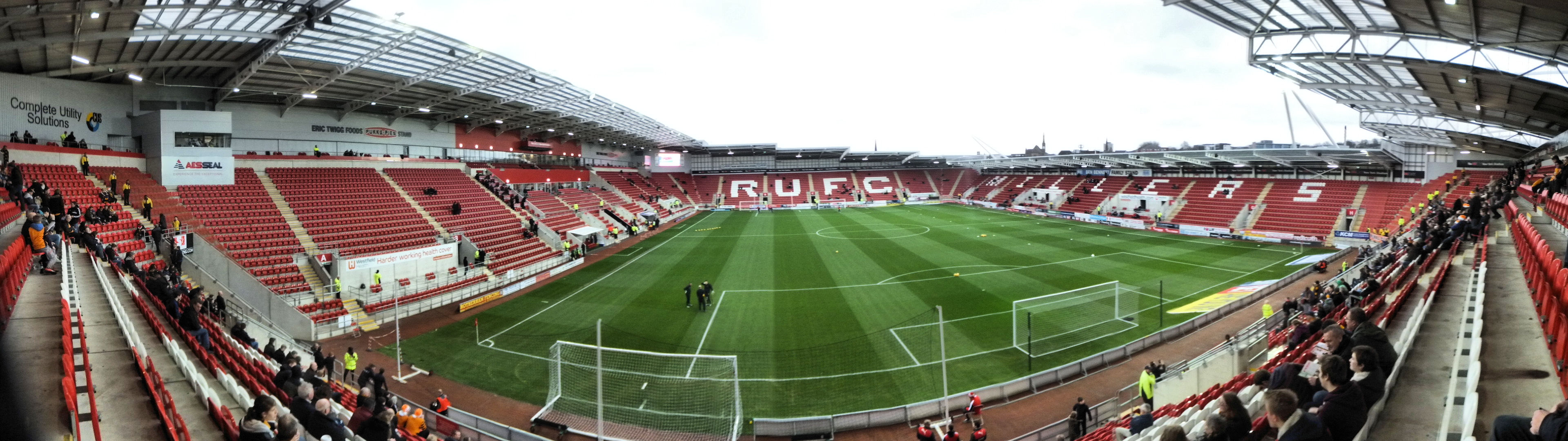
Panorámica del New York Stadium.

## Patrocinio
Los derechos de nombramiento del estadio fueron comprados por la compañía local AESSEAL, anunciado en una conferencia de prensa el 21 de noviembre de 2014. El presidente del club Tony Stewart dijo que el acuerdo valía seis cifras anuales para el equipo. También se sugirió como el mayor acuerdo de patrocinio de la historia del club.
| Año             | Patrocinador   | Nombre                       |
| --------------- | -------------- | ---------------------------- |
| 2012 - 2014     | Sin patrocinio | New York Stadium             |
| 2014 - Presente | AESSEAL        | The AESSEAL New York Stadium |

## Récords
Récord de Asistencia: 11 758, contra el Sheffield United, 7 de septiembre de 2013.